# 독미나리
독미나리(Cicuta virosa, cowbane or nothern water hemlock)는 한국·중국·유럽·북아메리카 등에 널리 분포하는 여러해살이풀로 습지에서 자란다. 맹독이 있고 높이 1m 정도로 털이 있다. 땅속줄기는 굵고 마디가 있으며 마디 사이가 비어 있고 땅속줄기 끝에서 속이 빈 원줄기가 자란다. 뿌리잎과 밑부분의 잎은 잎자루가 길고 최종 갈래조각에 톱니가 있다. 꽃은 6-8월에 피고 백색이며 큰 복산형꽃차례로 달린다. 큰 산경 끝에 20개 내외의 산경이 있는데, 그 작은 산경에 10개 내외의 꽃이 달린다. 열매는 난상 구형이며 굵은 능선이 있다. 대한민국 멸종위기 야생생물 Ⅱ급으로 지정되어 있다.
독미나리의 독성분은 시큐톡신(키큐톡신)이다.

## 참고 자료
- 이 문서에는 다음커뮤니케이션(현 카카오)에서 GFDL 또는 CC-SA 라이선스로 배포한 글로벌 세계대백과사전의 내용을 기초로 작성된 글이 포함되어 있습니다.